# 库迪咖啡

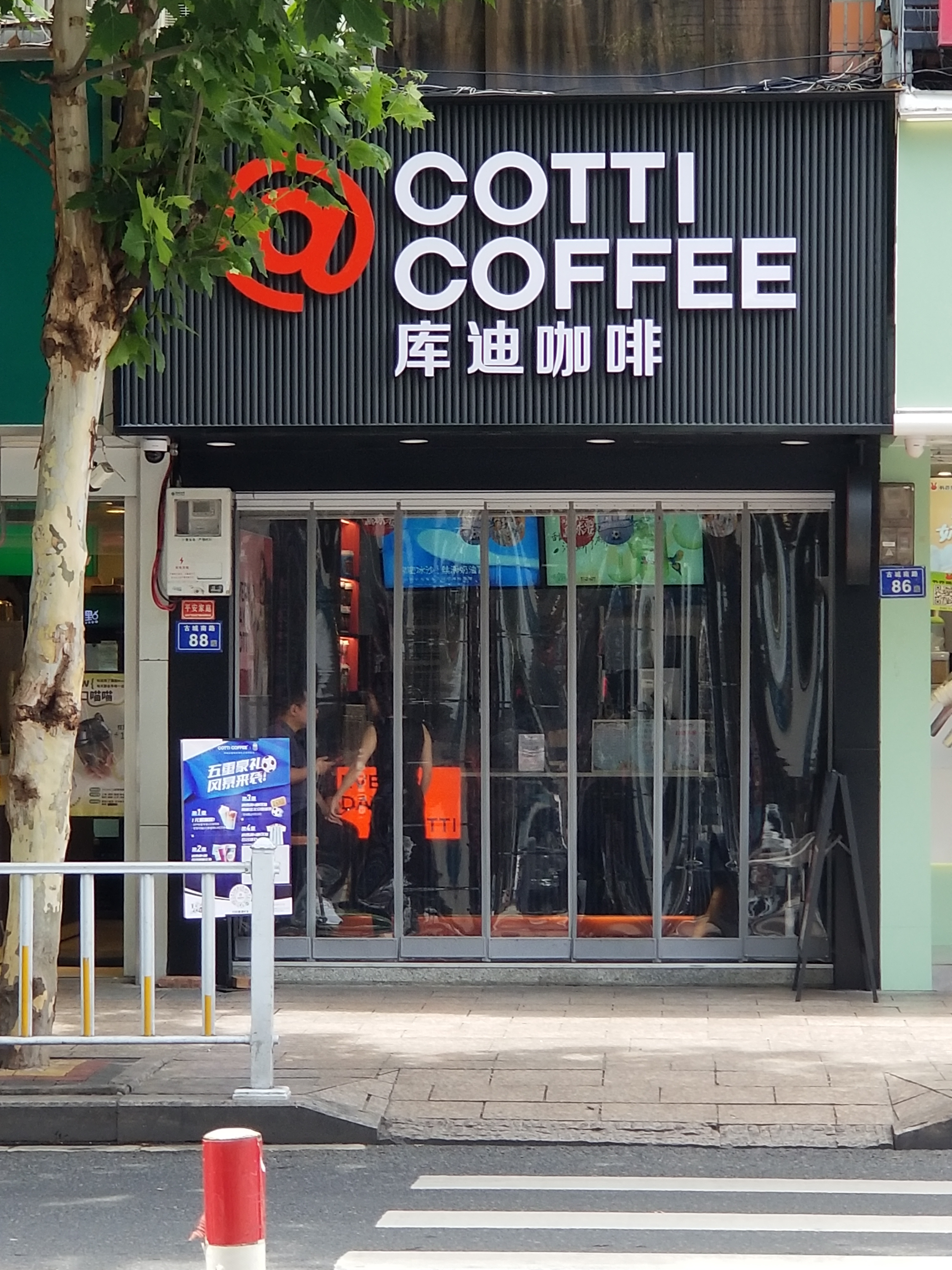
库迪咖啡福鼎古城南路店

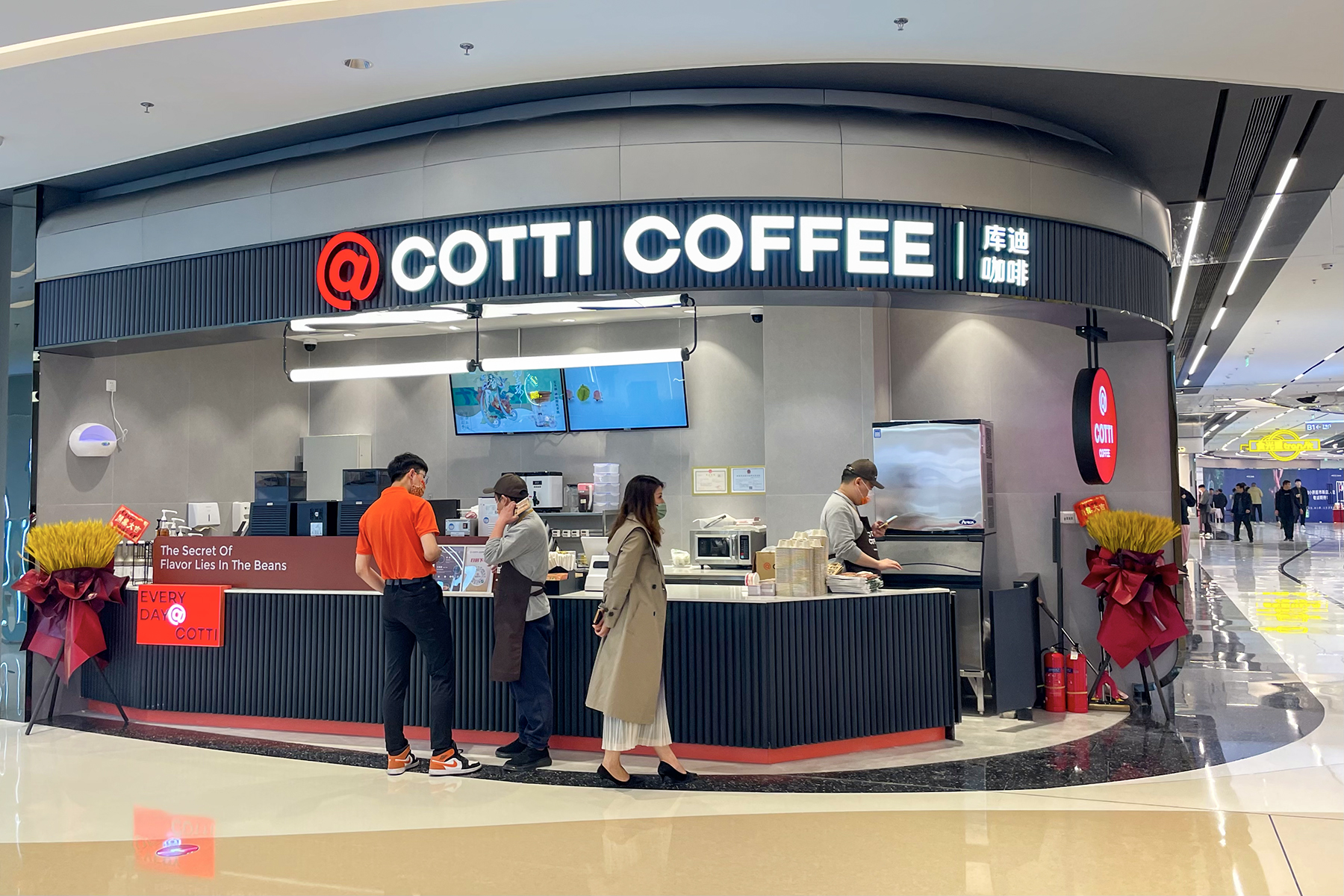
库迪咖啡郑州正弘城店

库迪咖啡（英語：COTTI COFFEE），是中国的一家连锁咖啡品牌，由瑞幸咖啡创始人陆正耀、钱治亚创办，公司总部位于北京，运营中心位于天津。截至2023年8月，门店已覆盖中国大陆所有省份。

## 历史
2022年，瑞幸咖啡创始人陆正耀、钱治亚因财务造假问题离开瑞幸咖啡后，宣布再次进入咖啡行业，2022年10月22日，库迪咖啡首店落地福州国际金融中心，并先后宣布成为阿根廷国家足球队中国区赞助商和2022年成都马拉松冠名商。
库迪咖啡核心管理团队来自陆正耀创办的瑞幸咖啡、神州租车等班底，其产品策略也与瑞幸咖啡创始期相似，以低价补贴策略迅速扩张，运营半年内全国门店已超过2000家。2023年2月，库迪咖啡启动“百城千店咖啡狂欢节”，单杯咖啡售价一度降至8.8元，迫使竞争对手瑞幸咖啡、Tims天好咖啡等推出类似的9.9元一杯的咖啡迎战。2023年8月4日，库迪咖啡第5000家门店于北京三里屯落成。2023年8月8日，库迪咖啡宣布进军海外市场，于韩国首尔江南区开出海外首店，并开启全球合伙人招募，8月15日，东南亚首店在印尼雅加达开业。 8月26日，日本首店东京大学赤门店开业。10月30日，库迪咖啡在香港开设首店，位于上环德辅道中188号金龙中心G03号铺，紧邻上环站旁及无限极广场附近。2024年10月22日，第10000家门店于卡塔尔多哈珍珠岛开业。